# Грушковик Олег Михайлович
Олег Михайлович Грушковик (нар. 26 квітня 1956, м. Ланівці, Тернопільська область) — український журналіст, редактор, публіцист. Заслужений журналіст України (2005).

## Життєпис
Олег Грушковик народився 26 квітня 1956 року в місті Ланівцях, нині Лановецької громади Кременецького району Тернопільської области України.
Закінчив факультет журналістики Львівського університету (1979). Працював у редакціях районних газет Рівненської і Тернопільської областей, редактором газети «Будівельник» тресту «Тернопільбуд»; завідувачем відділом, відповідальним секретарем (1991—1994), заступником головного редактора (1994—?) газети «Свобода», згодом журналістом газети «Наш день».

## Нагороди
- заслужений журналіст України (23 серпня 2005) — за значний особистий внесок у соціально-економічний, науковий та культурний розвиток України, вагомі трудові здобутки та активну громадську діяльність[2].